# دي دي آر 4 إس دي رام
(بالإنجليزية: DDR4 SDRAM)‏ وهي نوع من أنواع ذاكرة الوصول العشوائي، وفي الحوسبة، دي دي آر 4 إس دي رام، وهي اختصار ضعف معدل نقل البيانات الجيل الرابع لذاكرة الوصول العشوائي الديناميكي المتزامن (بالإنجليزية: double data rate fourth-generation synchronous dynamic random-access memory)‏ هو نوع من ذاكرة الوصول العشوائي الديناميكي المتزامن (SDRAM) مع عرض نطاق ترددي عالي ("معدل بيانات مزدوج").
ظهر في السوق في عام 2014 ، وهي واحدة من أحدث المتغيرات من ذاكرة الوصول العشوائي الديناميكي (DRAM)،

 والتي كان بعضها قيد الاستخدام منذ أوائل السبعينيات وخلف أعلى سرعة لتقنيات دي دي آر 2 إس دي رام DDR2 ودي دي آر 3 إس دي رام DDR3.
دي دي آر 4 غير متوافق مع أي نوع سابق من ذاكرة الوصول العشوائي (رام) بسبب إختلاف فولتية الإشارات، والواجهة المادية وغيرها من العوامل.